# Soyouz T-14
Soyouz T-14 est une mission spatiale soviétique lancée en septembre 1985.

## Équipage
Décollage:
- Vladimir Vasyutin (1)
- Georgi Grechko (3)
- Alexander A. Volkov (1)

Atterrissage:
- Viktor Savinykh (2)
- Vladimir Vasyutin (1)
- Alexander A. Volkov (1)

Le chiffre entre parenthèses indique le nombre total de vols spatiaux effectués par le cosmonaute.

## Paramètres de la mission
- Masse: 6850 kg
- Périgée: 196 km
- Apogée: 223 km
- Inclinaison: 51.6°
- Période: 88.7 minutes